# Columella (malacologia)

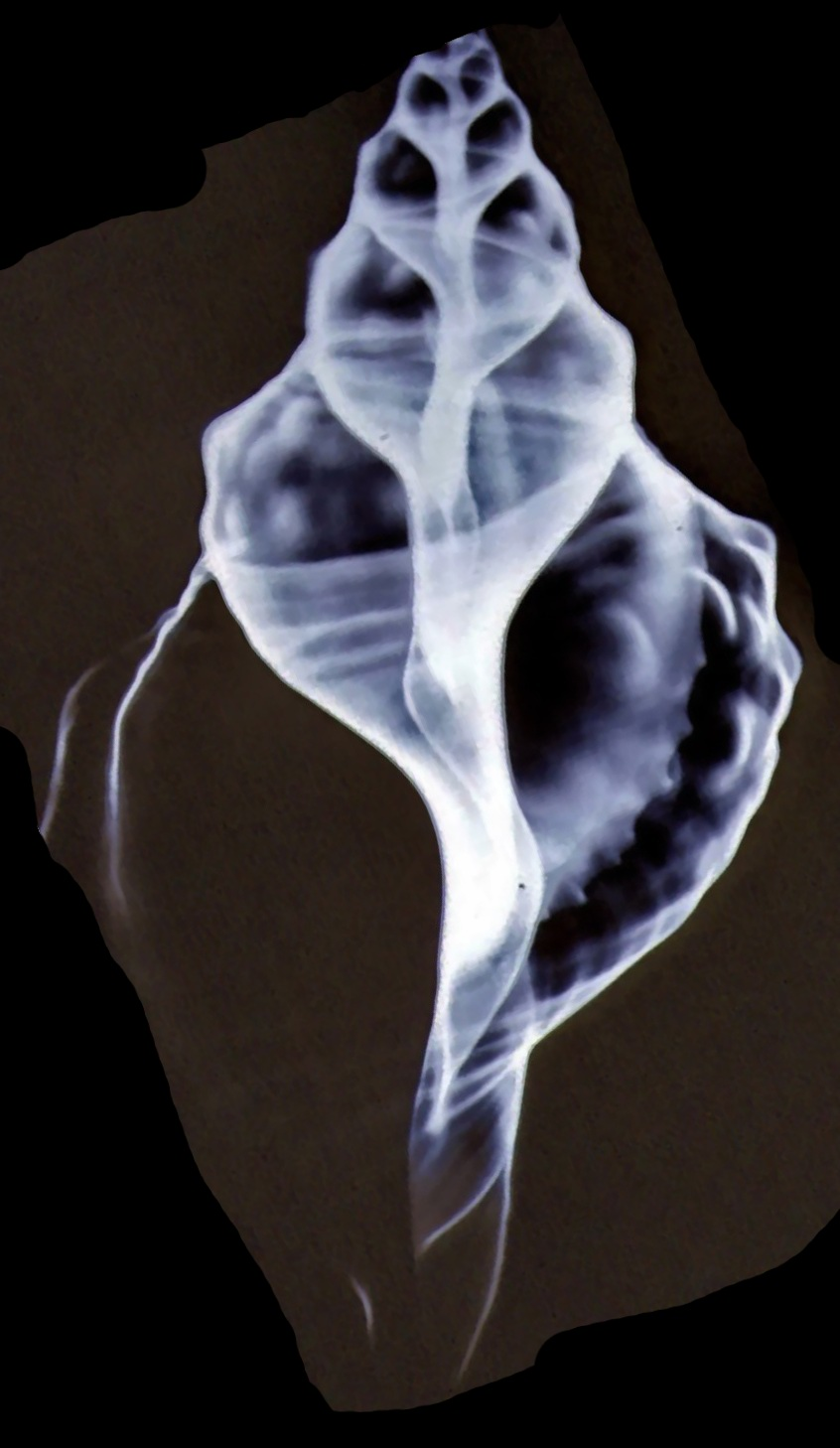
Immagine radiologica della conchiglia del gasteropode Charonia tritonis; è chiaramente riconoscibile la struttura centrale sinuosa della columella.

La columella è una struttura anatomica della conchiglia dei gasteropodi che costituisce l'asse centrale della conchiglia. Spesso la struttura è riconoscibile solo in conchiglie rotte, o sezionate verticalmente in laboratorio, ovvero in immagini radiologiche.
La struttura può essere piena oppure presentare una cavità assiale centrale che si apre alla base nell'ombelico.